# EDC-kit
Et EDC-kit (engelsk: everyday carry, EDC) er et begreb, der bruges indenfor selvberedskab, der omfatter udvalgt udstyr, som en person har med sig i sin dagligdag for at være forberedt, hvis vedkommende skulle støde på hverdagsproblemer eller noget uforudset, herunder mulige krisesituationer.
Udstyret medbringes ofte konsekvent hver dag, og er udvalgt gennem nøje planlægning, så man ikke skal bruge tid på det i sin dagligdag. Udvalgt udstyr kan variere fra person til person og kan afhænge af faktorer som livsstil, klima eller trusselsbillede. Eksempler på almindeligt udstyr er pung, nøglering, telefon, nødrygsæk, lommekniv, lommelygte, nødhammer, multiværktøj, notesblok og kuglepen.
Udstyr til daglig transport medbringes ofte i lommer på tøjet, eller eventuelt i en rygsæk, taske eller lignende. Solbriller, armbånd og specialsko kan også nogle gange betragtes som en del af en gennemtænkt EDC-ordning. Optimering af udstyr til daglig brug har udviklet sig til en subkultur på internettet.